# Lottia alveus
Lottia alveus is een slakkensoort uit de familie van de Lottiidae. De wetenschappelijke naam van de soort is voor het eerst geldig gepubliceerd in 1831 door Conrad.